# 4-Pentylphenol
4-Pentylphenol ist eine häufig vorkommende Vorstufe für meist nematische Flüssigkristalle, wie z. B. substituierte Phenylcyclohexane, die als Mischungskomponenten für LC-Displays weite Verbreitung gefunden haben.

## Vorkommen und Darstellung
4-Pentylphenol entsteht in einer mehrstufigen Synthese aus Phenol und Pentanoylchlorid (Valeroylchlorid), wobei zunächst durch O-Acylierung nach der Schotten-Baumann-Methode Phenylvalerat gebildet, das in Gegenwart von Aluminiumchlorid (AlCl3) bei 100 °C in einer Fries-Verschiebung zum 4‘-Hydroxyvalerophenon (4-Pentanoylphenol) umgelagert wird. In einer Eintopfreaktion in Trifluormethansulfonsäure als Lösungsmittel und Katalysator kann das C-Acylierungsprodukt 4-Pentanoylphenol direkt erhalten werden.
Anschließend wird die Carbonylgruppe, z. B. durch katalytische Hydrierung oder durch Wolff-Kishner-Reaktion zum Alkan reduziert.
Bei der Umlagerung der Doppelbindungen in 4-(4-Pentenyl)-2-cyclohexenon mittels Rhodium(III)-chlorid-Trihydrat entsteht 4-n-Pentylphenol in 62 %iger Ausbeute.

## Eigenschaften
Reines 4-Pentylphenol ist ein weißes Kristallpulver, das sich gut in Ethanol und Diethylether löst. Sein Geruch wird als pilzartig und metallisch (engl. mushroom-like and metallic) beschrieben.

## Anwendungen
4-Pentylphenol ist Ausgangsverbindung für stäbchenförmige Moleküle, die wegen ihrer Fähigkeit zur Ausbildung thermotroper Mesophasen als Mesogene in Anzeigeelementen und Bildschirmen – meist als Bestandteil komplexer Mischungen (zur Schmelzpunktserniedrigung) mit oft mehr als zehn Komponenten – verwendet werden.
Dazu wird 4-Pentylphenol durch katalytische Hydrierung, z. B. an Raney-Nickel oder Platin(IV)-oxid (PtO2) in 4-Pentylcyclohexanol überführt, das als Isomerengemisch von 65 % trans- und 35 % cis-Konfiguration vorliegt.
Der racemische Ester von 4-Pentylcyclohexanol mit der chiralen smektischen Mesogen 4-(2-Methylbutyl)-4‘-biphenylcarbonsäure führt zusammen mit anderen stäbchenförmigen Molekülen zu LC-Mischungen mit deutlich verbreiterten nematischen Phasen in für LC-Displays bevorzugten Temperaturbereichen.
4-Pentylcyclohexanol kann durch Jones-Oxidation mit Chrom(VI)-oxid (CrO3) bzw. Natriumdichromat (Na2Cr2O7) zum 4-Pentylcyclohexanon oxidiert werden. Wesentlich unproblematischer und ökonomischer ist die Dehydrierung mittels Cobalt- oder Kupfer-Katalysatoren.
Über einen mehrstufigen Syntheseweg können aus 4-Pentylcyclohexanon 4-(trans-4‘-Pentylcyclohexyl)benzoesäurederivate aufgebaut werden, die – im Gegensatz z. B. zu Biphenylderivaten – allein oder bevorzugt in Mischungen mit anderen Mesogenen auch bei tiefen Temperaturen flüssig sind, nematische Phasen ausbilden und wegen ihrer niedrigen Viskositäten kurze Schaltzeiten in LC-Anzeigen aufweisen. Modellverbindung ist das auch als PCH-5 bezeichnete 4-(trans-4′-Pentylcyclohexyl)benzonitril.
In einem im gleichen Jahr angemeldeten Patent der Chisso Corp. wird 4-Pentylphenol über 4-Pentylcyclohexanon mit 1,4-Dibrombenzol (X = Br) zur bromierten Cyclohexenylverbindung umgesetzt, aus der mit Kupfer(I)-cyanid (CuCN) direkt das Cyclohexenylbenzonitril (oder Cyanphenylcyclohexen) zugänglich ist.
Das auf 4-Pentylphenol als Ausgangsstoff basierende PCH-5 und Analoga ermöglichte die ab den 1980er Jahren erfolgreichen TN-LCDs (TN = engl. twisted nematic) – auch als Schadt-Helfrich-Zelle bezeichneten – Flüssigkristallanzeigen mit brauchbaren Arbeitstemperaturen und hohen Lebensdauern.